# Съюзническо настъпление в Сицилия
Съюзническото настъпление в Сицилия, наричано още Операция „Хъски“, е едно от най-мащабните кампании по време на Втората световна война, в която Съюзниците нахлуват в Сицилия и се сражават срещу Силите от Оста (Нацистка Германия и Италия). Това настъпление дава началото на Италианската кампания.
Операцията започва през нощта на 9 юли 1943 г. и завършва на 17 август същата година. Това е най-голямата земноводна битка по време на войната.

## Подготовка за военните действия

### Участници
Съюзническите сили са представени главно от американски, британски и канадски армии. Другите страни от Съюзниците допринасят с въздушни и военноморски подкрепи в инвазията. Всички американски войски са от 7-а армия на САЩ. Британската 8-а армия е подпомагана от 1-ва канадска пехотна дивизия, част от 1-ва канадска дивизия, базирана в Англия. Генерал Дуайт Айзенхауер е в общо командване на по-голямата част от американските сили заедно с генерал Харолд Александър. Британската 8-а армия, както и 15-а армия, са под командването на генерал Бърнард Монтгомъри, а 7-а американска армия е под командването на генерал Джордж Патън.
Островът е защитаван от италианската 6-а армия, под командването на генерал Алфредо Гуцони. 6-а армия включва 12-и и 16-и корпус, четири фронтови дивизии, две от които са моторизираните „Ливорно и „Наполи" и немската 14-и танков корпус. Общите сили на Оста са 190 000 италиански и 40 000 немски войници, заедно със 147 танка и 220 артилерийски части. Италианците подкрепиха гарнизона с още 52 000 подкрепления и 127 танка.

### Планиране
В началните етапи на 1943 г. Съюзническите водачи решават, че успешното нахлуване и освобождаване на Франция ще бъде невъзможно, затова решават да извършат нападение над италианския остров Сицилия. За целта си набавят войски от успешно приключилата за тях кампания в Северна Африка. Целта на Съюзниците е да премахнат войниците и въздушното надмощие на Страните от Оста в Сицилия, което би позволило на корабите им свободно плаване из Средиземно море и натиск над диктатурата на Бенито Мусолини, заедно с капитулацията на Италия от войната. Също така превземането на Сицилия можеше да бъде първата крачка в превземането на Италия, въпреки че Съюзниците не са решили за това.
Съюзниците обмислят две стратегии. Първата възможност пред тях е да обкръжат Сицилия, използвайки две армии, поставени съответно в източната и западната част на острова. Според Съюзниците така противниковите сили няма да бъдат просто победени, но и унищожени. Обаче този план е много рискован, защото двете армии няма да могат да се поддържат един-друг и можеха лесно да бъдат победени – по отделно. И така най-вероятно обкръжението на острова щеше да се провали.
Другата възможност е две армии, разположени в южната част на острова, да опитат директен пробив вътре в Сицилия. Този план е по-малко рискован, обаче не дава възможност за обкръжение на острова. Съюзниците избират тази стратегия пред другата, защото не искат да претърпят поражение.

#### Измами
За да измамят и отклонят силите на Оста в други посоки, Съюзниците водят няколко операции – т.нар. „измамнически операции“. Най-известната и успешна е Операция „Минсмийт“. Тяло на удавил се британски офицер изплува на бреговете на Испания с  куфарче, пълно с тайни документи, които са фалшиви. Тези документи съдържат информацията, че Съюзниците планират превземането на Гърция и че нямат никакви намерения да превземат Сицилия. Немското правителство смята документите за оригинални и премества по-голямата част от защитата на Сицилия към Гърция. Обаче немците имат войници, които да останат в Сицилия – войници, които се завръщат от Северна Африка и не са включени в плановете на Германия за участие в Източния фронт. И затова все още има голямо количество войници в Сицилия, когато започва инвазията.

## Последици
Жертвите на Тристранния пакт са близо 29 000 убити (повечето италианци), а около 140 000 са пленени. Загубите на САЩ са 2237 убити и 6544 пленени и ранени; Британски загуби са 2271 убити и 10 122 ранени и пленени, а канадските – 562 убити и 1848 ранени и пленени. За повечето войници от Северна Америка (САЩ и Канада) това е първото сражение във войната. Немците и италианците евакуират успешно своя гарнизон, който е разположен в град Месина. Спасяването на толкова много войници от плен се счита за успех на Оста.